# Palliduphantes cadiziensis
Palliduphantes cadiziensis là một loài nhện trong họ Linyphiidae.
Loài này thuộc chi Palliduphantes. Palliduphantes cadiziensis được Jörg Wunderlich miêu tả năm 1980.